# Anna Folkema
Anna Folkema (Amsterdam, 1695 – Amsterdam, 8 ottobre 1768) è stata un'incisore, grafica e miniaturista olandese.

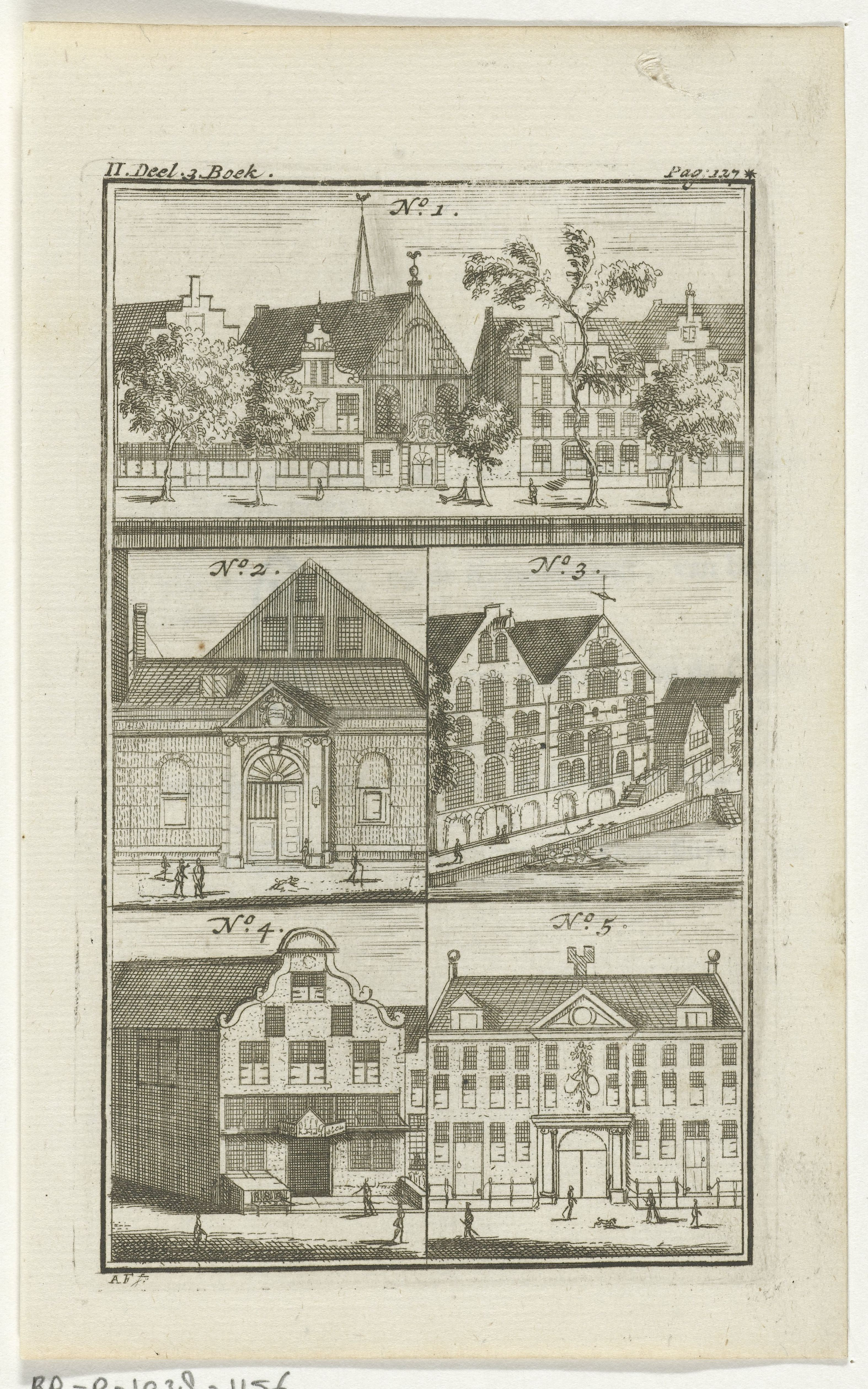
Una pagina del 's Waerelds koopslot of De Amsteldamse beurs

Anna Folkema era figlia dell'orafo, argentiere e incisore Jan Jacobsz Folkema (1649-1735) e della sua seconda moglie Brechtje Jacobs Faber († 1728), sorella dell'incisora e acquafortista Fopje e dell'incisore Jacob Folkema.
Fu battezzata il 22 maggio 1695 ma il luogo di nascita non è del tutto chiaro, la famiglia si era trasferita da Dokkum ad Amsterdam nel periodo della sua nascita. Alcune fonti fanno riferimento a Dokkum, altre ad Amsterdam. 
Ad Amsterdam il padre e i figli, istruiti dal padre, lavoravano nello stesso laboratorio.  In seguito Anna continuò a collaborare e vivere con il fratello Jakob.
I primi lavori di cui si ha conoscenza sono le acqueforti di figure caricaturali che realizzò per l'opera Il Callotto Resuscitato, oder, Neu eingerichtes Zwerchen Cabinet pubblicato nel 1716 ad Amsterdam. A questa raccolta di 69 incisioni di nani grotteschi ispirati a I Gobbi di Jacques Callot collaborò, tra gli altri, anche la sorella Fopje.
Nel 1723 realizzò diverse incisioni per i tre libri 's Waerelds koopslot of de Amsteldamse beurs di Roeland van Leuve. La copertina reca la firma di Jacob Folkema. I libri contengono edifici noti di Amsterdam e le lastre realizzate per questi libri furono utilizzate nuovamente nell'opera Gebouwen, gezichten en oudheden der stad Amsterdam pubblicata nel 1744. 
Riparò anche le lastre di rame danneggiate di una serie di stampe bibliche ispirate all'opera di Matthäus Merian e usate nel Dichtmaatige gedachten over honderdvyfenvyftig bybelsche printverbeeldingen di Claas Bruin del 1727, alcune furono completamente reincise.
Anna Folkema realizzò anche alcuni ritratti in miniatura con varie tecniche, guazzo, matita e inchiostro, alcuni di questi furono poi stampati dal fratello. 
Morì nel 1768, un anno dopo il fratello Jacob. Come il padre e il fratello prima di lei, fu sepolta ad Amsterdam nella Westerkerk l'8 ottobre 1768. Una collezione di "lastre artistiche in rame, taglierine, strumenti e rarità", presumibilmente proveniente dal loro patrimonio comune, fu messa in vendita in un'asta pubblica il 12 dicembre 1768. Nel catalogo sono attribuite ad Anna Folkema due lastre con raffigurazioni di "bambini con gatti", presumibilmente disegnate su ispirazione delle opere di François Boucher, nella collezione vi erano anche oltre trenta ritratti in miniatura tra i quali diversi incompiuti.